# Portada/article setembre 13

## Catedral d'Amiens
La catedral d'Amiens és una església catedralícia de culte catòlic romà sota l'advocació de la Mare de Déu que està a la ciutat d'Amiens, en el departament del Somme; és la més gran de França pel seu volum interior, d'uns 200.000 m3. Amb les catedrals de Chartres, Reims i Bourges, és considerada l'arquetip de l'estil gòtic clàssic del segle xiii. Inclou també elements de les fases següents de l'art gòtic; en concret, del gòtic radiant –principalment a la capçalera– i del gòtic flamíger –en particular la gran rosassa a la façana occidental, la torre nord i el cadirat del cor. La seva longitud total és de 145 metres i la seva alçada sota la volta és de 42,30 metres, xifra que s'apropa al màxim que pot suportar aquest tipus d'arquitectura.